# Правна етика
Правната етика е етичният код, управляващ поведението на тези, които практикуват право, както и на тези, които са практикуващи в правния сектор.
Правната етика в САЩ най-често се отнася до практикуващите юристи, и има за задача да формира, утвърди и изследва спазването на „етичните правила и конвенции при юристите в модерната практика.“ , а в частност тя може да се отнася до адвокатите, съдиите, прокурорите и т.н.